# جون كينغ (صحفي)
جون كينغ (بالإنجليزية: John King)‏ هو صحفي أمريكي، ولد في 30 أغسطس 1963 في دورشستر ‏ في الولايات المتحدة.

## وصلات خارجية
- جون كينغ على موقع IMDb (الإنجليزية)